# Protapioceridae
Protapioceridae (лат.) — семейство вымерших насекомых из отряда двукрылых, подотряда короткоусых.

## Описание
Среднего размера опушенные мухи, длина тела 1—3 см. Тело сильно. Голова округлая. У самцов глаза занимают почти всю голову. Усики короткие. Крылья длинные и узкие. Жилки хорошо развиты только у основания. Задние бёдра утолщены в форме булавы. Брюшко цилиндрическое, на вершине вздутое. 

## Географическое распространение
Ископаемые останки видов семейства были найдены в нижнемеловых отложениях в Китае (около 121—128 млн лет). Наиболее близкими семействами являются Apioceridae и Mydidae.

## Систематика
- Protapiocera Ren, 1998[2]
  - Protapiocera convergens Zhang & al., 2007
  - Protapiocera ischyra Ren, 1998
  - Protapiocera megista Ren, 1998
- Pseudapiocera Zhang, 2015
  - Protapiocera shandongensis Zhang, 2015[1]